# Lim Kay Tong
Lim Kay Tong (nascido em 10 de julho de 1954) é um ator de cinema, televisão e teatro singapurense. Notavelmente, ele estrelou ao lado de Sean Penn em Shanghai Surprise (1986), Pierce Brosnan em Noble House (1988) e Claire Danes em Brokedown Palace (1999), e foi o ator principal em Growing Up (1996–2001) e Perth (2004). Lim foi chamado de "o melhor ator de Singapura", "o ator mais conhecido de Singapura" e a resposta de Singapura aos atores Ian McKellen e Alec Guinness.
Lim é co-fundador e ex-membro do conselho do TheatreWorks. Ele interpretou o primeiro-ministro fundador Lee Kuan Yew em 1965, um filme que foi filmado para celebrar o Jubileu de Ouro de Singapura.

## Primeiros anos
Enquanto crescia, os pais de Lim o apresentaram a peças de teatro, literatura e todas as coisas artísticas dos muitos livros que havia em sua casa. O pai de Lim, um radiologista, queria que ele se tornasse advogado, mas apoiava seus sonhos de atuação.
Educado na Anglo-Chinese School e em um internato na Inglaterra, Lim foi um jogador nacional de rugby em sua juventude, jogando na posição de ponta-de-lança. Enquanto servia no Serviço Nacional, Lim ganhou um prêmio das Cores das Forças Armadas de Singapura por suas realizações no rugby.
Em 1975, Lim mudou-se para East Riding of Yorkshire, Inglaterra, para continuar seus estudos. Ele se formou na Universidade de Hull em 1978 com um Bacharelado em Atos (com honras) em Inglês e Drama, onde o falecido Anthony Minghella foi seu contemporâneo e tutor. Em 1980, ele obteve um diploma em Atuação pela Webber-Douglas Academy of Dramatic Art em Londres. Na Inglaterra, ele teve vários pequenos papéis nas séries Doctor Who e The Chinese Detective da BBC. Entre esses papéis secundários, Lim assumiu empregos estranhos como lavar janelas, ser zelador noturno e lavar pratos para ganhar um dinheiro extra.

## Carreira
A carreira de ator de Lim começou no palco, quando ele fez um teste para uma produção enquanto estava entediado durante o Serviço Nacional. Em 1974, ele estrelou a peça histórica de Robert Yeo, Are You There, Singapore? para o Experimental Theatre Club. Seus outros papéis iniciais como ator foram nas peças Equus (1975) e Marching Song (197?) para a University Drama Society e One Mad Night (1975) para o Stage Club.
Após seu retorno da Inglaterra, Lim desempenhou o papel principal em Terry Rex (1982) do Experimental Theatre Club. Minu Tharoor do The Straits Times elogiou seu Terry, escrevendo: "Presença de palco é um termo muito clichê para a energia imaginativa com que Kay Tong assumiu o controle da peça, do palco e de seu papel". Por sua atuação, Lim conquistou o prêmio de Melhor Ator do Festival de Drama de Singapura.
No mesmo ano, Lim começou sua carreira como jornalista no The Straits Times. Enquanto cobria as artes, Lim continuou atuando em peças como FOB (Fresh Off Boat) (1982) de David Henry Hwang, The Nuns (1983) de Chandran Lingam e Abigail's Party (1983), pelas quais sua "performance maravilhosamente tensa" foi elogiada por Yap Koon Hong do The Singapore Monitor.
A entrada de Lim no cinema começou em 1984, quando ele fez um teste para o agente de elenco de Nova Iorque de Year of the Dragon (1985) em Singapura. Lim não teve sucesso, mas o agente de elenco se lembrou dele e o recomendou para Shanghai Surprise (1986). Embora o filme não tenha sido aclamado pela crítica, deu a Lim a chance de estrelar filmes como Keys to Freedom (1988) e Fifty/Fifty (1992). Lim também conseguiu o papel de um interrogador em The Last Emperor (1987), de Bernardo Bertolucci, mas teve que desistir do papel devido a um conflito de agenda.
Em 1985, Lim tentou dirigir com Glengarry Glen Ross, de David Mamet, renomeado Paradise Heights, para o Festival de Drama. Rebecca Chua, do The Straits Times, descobriu que a estreia de Lim como diretor "demonstrou alguma incerteza". No mesmo ano, Lim renunciou ao The Straits Times para criar a TheatreWorks em fevereiro. A TheatreWorks, a primeira companhia de teatro profissional para adultos em Singapura, foi formada para "promover o teatro relevante para os singapurianos" e criar trabalhos para atores de língua inglesa. Lim atuou como consultor de imprensa e relações com a mídia da empresa, além de atuar em várias de suas peças. Lim também atuou nas versões em inglês das peças influentes de Kuo Pao Kun, The Coffin is Too Big for the Hole (1985) e No Parking on Odd Days (1986). Ambas as produções viajaram para o Festival de Artes de Hong Kong em 1987. Do papel que ele originou em The Coffin is Too Big for the Hole, Lim lembra: "Para mim, [um show solo] era uma estação de pânico. Eu nunca tinha feito um longo monólogo. Na escola de teatro, tínhamos que preparar monólogos baseados em um personagem de Shakespeare. Nada como este, que tinha de 30 a 35 minutos de duração. E [Kuo] passou pelo menos algumas semanas apenas conversando comigo. Eu estava preocupado. Porque eu pensei, quando ele vai começar a fazer isso?" Em preparação, Kuo e Lim visitaram um fabricante de caixões e discutiram a natureza dos funerais enquanto Lim memorizava o roteiro.
No final da década de 1980, Lim passou alguns anos em Los Angeles, conseguindo papéis em Off Limits (1988) e It Could Happen to You (1994). Ele achou a cidade "muito cruel e muito falsa. Eu não gostava da obsessão com o showbiz lá. Não era como viver uma vida normal em uma cidade normal. Eu sabia que era difícil antes de ir, mas também sabia que se ficasse mais tempo minha alma seria destruída. A verdade é que você tinha que estar na maioria racial para conseguir os papéis." Lim também confessou que ele "não é de bajular. Minha carreira teria sido severamente prejudicada se eu tivesse ficado lá."
Retornando a Singapura definitivamente em 1994, Lim estrelou o premiado programa de TV da MediaCorp, Growing Up (1996–2001), ambientado nas décadas de 1960 e 1970 em Singapura. Sua "excelente interpretação" como o patriarca da família o levou a ser nomeado pelo The Straits Times como um dos dez melhores pais da TV em 2013. Durante sua gestão em Growing Up, Lim experimentou mortes em sua família, o que o levou a refletir sobre seu papel: "Você entende a dor, a perda, a redenção, a esperança... Foi um bom momento para ter desempenhado esse papel não apenas pela experiência como ator, mas também [suas lições de] vida. Se você for lembrado por um papel pelo resto da vida, aproveite ao máximo." De 1999 ao início dos anos 2000, Lim escreveu uma coluna quinzenal para o The New Paper.
A atuação principal que definiu a carreira de Lim como Harry Lee em Perth (2004) foi elogiada por Ross Wallace do TODAY, que escreveu: "Se houvesse alguma dúvida de que Lim Kay Tong é o melhor ator de Singapura, Perth de 2004 deveria tê-la dissipado... [uma] performance imponente". Comparando sua atuação com Robert De Niro e Al Pacino, o TODAY também classificou seu papel como uma das melhores "performances masculinas do ano em qualquer gênero, qualquer país", perguntando: "Já houve uma performance de Singapura que superou o motorista de táxi perturbado de Lim?" Neil Humphreys chamou a "performance de classe mundial" de Lim em Perth de "quase sem paralelo", escrevendo: "Isso não é um retrato; é uma metamorfose". Refletindo sobre seu papel, Lim disse "já era hora. [O filme] não foi um sucesso comercial, mas o papel foi significativo... Ainda estou inflexível de que deveria ter subestimado certas partes de Harry, mas tenho certeza de que [o diretor] Djinn não vai recuar em sua direção."
Em 2007, Lim desempenhou o papel principal em The Photograph, falando Bahasa Indonesia, um papel que ele considera "significativo" em sua carreira. O longa-metragem indonésio ganhou o Prêmio Especial do Júri de 2008 no 43º Festival Internacional de Cinema de Karlovy Vary. No mesmo ano, Lim também atuou como membro do júri do Festival Internacional de Cinema de Singapura. Em 2010, Lim ganhou o Asian Television Award de Melhor Performance Dramática por um Ator Coadjuvante por sua interpretação de Harris Fong no drama jurídico The Pupil (2010–2011). Em 2013, Lim recebeu sua segunda indicação ao The Straits Times Life! Theatre Awards de Melhor Ator por Goh Lay Kuan & Kuo Pao Kun (2012–2013), após sua primeira indicação por The House of Sleeping Beauties (1994). Corrie Tan, do The Straits Times, chamou a atuação de Lim como Kuo de "eletrizante... Lim foi uma presença incrivelmente carismática no palco, pois deu vida aos personagens de Kuo. Ele tinha uma presença muito imponente".
Em 2014, Lim estrelou como um cartomante na série original da HBO (Ásia), Grace, pela qual ganhou o Asian Television Award de Melhor Ator Coadjuvante pela segunda vez em dezembro de 2015. Em outubro, ele se tornou a primeira estrela local a estampar a capa da Esquire Singapore. No mesmo mês, foi revelado que Lim interpretaria o primeiro-ministro fundador Lee Kuan Yew no próximo filme que celebra o Jubileu de Ouro de Singapura, 1965. Lim disse: "Lee Kuan Yew é um canto da história. Ele enquadra a linha do tempo, quanto a quando os eventos acontecem. Não é totalmente desfazível, porque é apenas um punhado de aparições estendidas ao longo do tempo em 1965 e talvez uma outra cena quando ele estiver muito mais velho. Eu superei minha covardia e disse: 'Vamos tentar e ver o que acontece.'"
Em fevereiro de 2015, Lim se reuniu com sua colega de elenco de Growing Up, Wee Soon Hui, para interpretar marido e mulher novamente no telefilme do Channel 5 Love is Love: Sunset.
Em julho de 2015, Lim interpretou o primeiro primeiro-ministro de Singapura, Lee Kuan Yew, no filme histórico 1965, incluindo uma reconstituição da icônica coletiva de imprensa quando Lee anunciou que Singapura seria separada da Malásia. No mesmo mês, Lim leu citações de Lee Kuan Yew, acompanhadas de música, durante uma apresentação de uma noite com a Orquestra Chinesa de Singapura.
Em agosto de 2015, Lim desempenhou o papel principal no telefilme de Okto, Second Chances, sobre um grupo de idosos que fogem de um asilo.
No início de 2016, Lim desempenhou um dos papéis principais, Allen, no longa-metragem de Ying J. Tan, Rough Mix.
De 2017 a 2018, Lim trabalhou em duas campanhas publicitárias da Singtel. Ele narrou a série de vídeos "Power On" da empresa de telecomunicações em 2017 e, em 2018, estrelou seu curta-metragem de sucesso do Ano Novo Chinês, "Mr Lim's Reunion Dinner". Em 2020, Lim retornou como narrador do curta-metragem do Dia Nacional da Singtel.
Em 2019, Lim deu uma aula magistral de atuação como parte do anúncio “Stop the Drama” da Manulife Singapore.

## Vida pessoal
Lim é o irmão mais velho do ator Lim Kay Siu, com quem estrelou em várias peças. Sua irmã, Irene Lim Kay Han, é atriz. Ele é primo de primeiro grau do cantor e compositor Dick Lee.
Lim é casado com a escritora gastronômica Sylvia Tan Jui Huang, a quem o dramaturgo Michael Chiang o apresentou. Ele também é um fotógrafo amador.

## Filmografia

### Cinema
| Ano  | Título                                   | Personagem              | Notas          |
| ---- | ---------------------------------------- | ----------------------- | -------------- |
| 1983 | The Highest Honour                       |                         | Sem créditos   |
| 1986 | Shanghai Surprise                        | Mei Gan                 |                |
| 1988 | Off Limits                               | Lime Green              |                |
| 1988 | Keys to Freedom                          | Floating Whorehouse Yee |                |
| 1992 | Fifty/Fifty                              | Akhantar                |                |
| 1993 | Dragon: The Bruce Lee Story              | Philip Tan              |                |
| 1994 | It Could Happen to You                   | Sun                     |                |
| 1995 | Mee Pok Man                              | Mike Kor                |                |
| 1996 | Army Daze                                | Capitão Lim             |                |
| 1996 | Final Cut                                |                         | Curta-metragem |
| 1997 | Shier lou                                | Mark                    |                |
| 1998 | Forever Fever (That's the Way I Like It) | Sr. Tay                 |                |
| 1999 | Brokedown Palace                         | Detetive Chefe Jagkrit  |                |
| 2001 | One Leg Kicking                          | Sonny Lim               |                |
| 2001 | A Sharp Pencil                           | Derek                   |                |
| 2001 | Gourmet Baby                             | O Tio                   | Curta-metragem |
| 2002 | True Files                               | Tenente Wang            |                |
| 2003 | City Sharks                              | Samuel                  |                |
| 2004 | Perth                                    | Harry Lee               |                |
| 2005 | Malice                                   |                         | Curta-metragem |
| 2006 | Closur_                                  |                         | Curta-metragem |
| 2007 | The Photograph                           | Johan Tan               |                |
| 2008 | Dance of the Dragon                      | Li Bao                  |                |
| 2009 | Good Morning 60                          | Peter Pang              | Curta-metragem |
| 2010 | The Impossibility of Knowing             | Narrador                | Curta-metragem |
| 2013 | Durian King                              | Charlie                 |                |
| 2013 | Broken Maiden                            | Felix                   | Curta-metragem |
| 2014 | Fragrant Rice                            | Butterfly               |                |
| 2014 | Afterimages                              | Agente Sin              |                |
| 2014 | The Body                                 | Velho                   | Curta-metragem |
| 2015 | 1965                                     | Lee Kuan Yew            |                |
| 2016 | Rough Mix                                | Allen                   |                |
| 2024 | Tanglin Tango                            | Richard Lee Wai Keong   | Curta-metragem |

### Televisão
| Ano       | Título                                                    | Personagem                | Notas |
| --------- | --------------------------------------------------------- | ------------------------- | --- |
| 1981      | The Chinese Detective                                     | Scarface                  | Episódio: "Washing" |
| 1982      | Doctor Who                                                | Chinês                    | 3 episódios (sem créditos) |
| 1984      | Tenko                                                     | Policial / Soldado Chinês | 2 episódios |
| 1985      | Tenko                                                     | Líder dos bandidos        | Telefilme |
| 1988      | Noble House                                               | Brian Kwok                | 4 episódios |
| 1989      | Tanamera – Lion of Singapore                              | Keow Tak                  | 6 episódios |
| 1990      | H.E.L.P.                                                  | Danny Tran                | Episódio: "Fire Down Below" |
| 1992      | Frankie's House                                           | Frankie                   | Telefilme |
| 1992      | The Ruth Rendell Mysteries                                | Sung Lao Zhong            | Episódio: "The Speaker of Mandarin: Part One" |
| 1994      | Vanishing Son                                             | Louyung Chang             | |
| 1994      | Murder, She Wrote                                         | Bok                       | Episódio: "A Murderous Muse" |
| 1994      | Vanishing Son IV                                          | Louyung Chang             | |
| 1994      | Masters of the Sea                                        | Stanley Sim               | 40 episódios |
| 1995      | Troubled Waters                                           | Stanley Sim               | |
| 1996–2001 | Growing Up                                                | Sr Charlie Tay Wee Kiat   | Indicado: Asian Television Award 2001 de Melhor Performance de um Ator (Drama)                                                                                            |
| 1997      | Shiver                                                    | Kai                       | Episódio: "Stolen Memories" |
| 1998      | A Bright Shining Lie                                      | Coronel Cao Huynh Van     | Telefilme |
| 1998      | Heritage: Financial Institutions                          | Narrador                  | Documentário de TV |
| 2000      | Hanging by a Thread                                       |                           | Documentário de TV |
| 2001      | Brand New Towkay                                          | Arthur Sebastian Wee      | |
| 2002–2006 | True Files                                                | Apresentador e Narrador   | |
| 2002–2003 | I, Collector                                              | Narrador                  | |
| 2002–2004 | Building Dreams: In Search of Singapore Architecture      | Narrador                  | Série de TV documental |
| 2003      | No Place Like Home                                        | Chye Meng                 | Episódio: "The Chan Family" |
| 2004      | Life                                                      |                           | Episódio: "Old Men and a Baby" |
| 2005      | Spoilt                                                    |                           | Telefilme |
| 2005      | Nova                                                      | Narração                  | Episódio: "Sinking the Supership" |
| 2005      | 4x4 - Episodes of Singapore Art                           |                           | 2 episódios |
| 2005–2006 | Police & Thief                                            | Kilpatrick Khoo           | 4 episódios |
| 2006      | Son of the Dragon                                         | Governador                | Telefilme |
| 2007      | Random Acts                                               | Vários papéis             | |
| 2007      | Stories of Love: The Anthology                            | Peter                     | Episódio: "My Promise" |
| 2007      | Marco Polo                                                | Lorde Chenchu             | Telefilme |
| 2007      | Presidential Art                                          | Narrador                  | Documentário de TV |
| 2008      | Kung Fu Killer                                            | Khan                      | Telefilme |
| 2008      | The Perfect Exit                                          | Koh Kwan Howe             | |
| 2008      | En Bloc                                                   | Chok Chye Cheng           | Indicado: Asian Television Award 2010 de Melhor Performance Dramática de um Ator                                                                                          |
| 2008      | Parental Guidance                                         | O Coronel                 | 3 episódios |
| 2008      | Spirit of the Time: the World of Chinese Contemporary Art | Narrador                  | Série de TV documental |
| 2009      | The Philanthropist                                        | General Win               | Episódio: "Myanmar" |
| 2009      | Stormworld                                                | Khelioz                   | 8 episódios |
| 2010–2011 | The Pupil                                                 | Harris Fong Weng Kiong    | 8 episódios; Venceu: Asian Television Award 2010 de Melhor Performance Dramática de um Ator em um Papel Coadjuvante                                                       |
| 2011      | Perfect Deception                                         | Dr James Lee              | 12 episódios |
| 2013      | Serangoon Road                                            | General Tigre             | 4 episódios |
| 2013      | A Deadly Turn                                             |                           | |
| 2014      | Grace                                                     | William Li                | 4 episódios; Venceu: Asian Television Award 2015 de Melhor Ator Coadjuvante                                                                                               |
| 2014      | Marco Polo                                                |                           | |
| 2015      | 2025                                                      | William Tay               | 13 episódios |
| 2015      | Second Chances                                            | Max                       | Telefilme |
| 2015      | Love is Love                                              | Andrew                    | Série de telefilmes; Episódio: "Sunset" |
| 2015      | Lion Moms                                                 | Papa                      | |
| 2017–2019 | Meet the MP                                               | Chairman Lao              | 4 episódios |
| 2020      | Raksasa                                                   | Salihin Heng              | Telefilme; Venceu: Pesta Perdana 2021 de Melhor Ator em um Papel Principal - Especial/Antologia Dramática; Indicado: New York Festivals TV & Film Awards 2021 Melhor Ator |
| 2020      | Invisible Stories                                         |                           | Episódio: "Keagan" |
| 2021      | Reunion                                                   | Robert Yeh                | |
| 2021      | On The Red Dot                                            | Ele mesmo                 | Episódio: "Reunions: Under One Roof And Growing Up" |
| 2023      | Veil                                                      | Edward                    | |
| 2023      | Last Madame: Sisters of the Night                         | Mestre Chen               | |

## Teatro
| Ano        | Título                                            | Personagem               | Notas                                                                |
| ---------- | ------------------------------------------------- | ------------------------ | -------------------------------------------------------------------- |
| 1974       | Are You There, Singapore?                         | Lim Soon Chye            |                                                                      |
| 1975       | Equus                                             |                          |                                                                      |
| 1975       | One Mad Night                                     |                          |                                                                      |
| 1982       | Terry Rex                                         | Terry                    | Prêmio de Melhor Ator do Festival de Drama de Singapura              |
| 1982       | F.O.B. (Fresh Off Boat)                           | Steve                    | Parte do Festival de Artes de Singapura                              |
| 1983       | The Nuns                                          |                          |                                                                      |
| 1983       | Abigail's Party                                   | Lawrence                 |                                                                      |
| 1984       | Going West                                        |                          |                                                                      |
| 1984       | Bumboat!                                          |                          | Parte do Festival de Artes de Singapura                              |
| 1985       | Be My Sushi Tonight                               | Hirota-san               | Adaptado de Goose Pimples de Mike Leigh                              |
| 1985       | Paradise Heights                                  | Diretor                  |                                                                      |
| 1985       | Love & Belachan                                   |                          |                                                                      |
| 1985       | Fanshen                                           |                          |                                                                      |
| 1985, 1987 | The Coffin Is Too Big for the Hole                |                          |                                                                      |
| 1986–1987  | No Parking on Odd Days                            |                          |                                                                      |
| 1986       | Rashomon                                          | Tajomaru                 |                                                                      |
| 1986       | The Window                                        |                          |                                                                      |
| 1986       | The Maids & Diary of a Madman                     | Claire                   |                                                                      |
| 1986       | Ash & Shadowless                                  | Henry                    |                                                                      |
| 1987       | The Elephant Man                                  | Frederick Treves         |                                                                      |
| 1988       | Piaf                                              |                          |                                                                      |
| 1988       | Three Children                                    |                          |                                                                      |
| 1989       | Metamorphosis                                     |                          |                                                                      |
| 1990       | The Dance and the Railroad & The Sound of a Voice |                          |                                                                      |
| 1993       | The Lady of Soul and Her Ultimate "S" Machine     | Derek                    |                                                                      |
| 1994       | Undercover                                        |                          |                                                                      |
| 1994       | Longing                                           | Colaborador e Intérprete |                                                                      |
| 1995       | Broken Birds: An Epic Longing                     |                          |                                                                      |
| 1998       | Art                                               |                          |                                                                      |
| 1998       | Beauty World                                      |                          | Produção do 10º aniversário                                          |
| 2003       | Revelations                                       |                          |                                                                      |
| 2003       | Oh Man!                                           |                          |                                                                      |
| 2004       | The House of Sleeping Beauties                    | Yasunari Kawabata        | Indicado: The Straits Times Life! Theatre Awards 2005 de Melhor Ator |
| 2004       | Mixed Blessings                                   |                          |                                                                      |
| 2005       | Quills                                            | Dr Royer Collard         |                                                                      |
| 2005       | Heavenly Bento                                    |                          |                                                                      |
| 2005       | Skylight                                          | Tom                      |                                                                      |
| 2006       | Diaspora                                          |                          |                                                                      |
| 2010       | Visible Cities                                    | Policial                 |                                                                      |
| 2010       | The Red Ballerina                                 | Colaborador e Intérprete |                                                                      |
| 2012–2013  | Goh Lay Kuan & Kuo Pao Kun                        | Kuo Pao Kun              | Indicado: The Straits Times Life! Theatre Awards 2013 de Melhor Ator |
| 2018       | In The Silence Of Your Heart                      | Thian                    | Narração                                                             |